# キリスト新聞
キリスト新聞（キリストしんぶん、The Christ Newspaper/タブロイド判8-16頁）は、日本のキリスト教系専門紙（毎月１・11・21日発行、旬刊）である。発行元は株式会社キリスト新聞社（本社;東京都新宿区）で、創始者は賀川豊彦、武藤富男。

## 概要
創刊に至る経緯は、武藤富男が1945年（昭和20年）8月16日、日米会話学院の開校を決定したことに始まる。武藤は米人教師を集める必要から河井道に相談、河井からキルバーンを紹介される。キルバーンは賀川豊彦との相談を提案し、12月の早朝、武藤と二人で賀川を訪れる。その際、賀川は武藤に「『キリスト新聞』をやってください」と言い、3分間の会見で、『キリスト新聞』の創刊が決まった。
武藤は1945年（昭和20年）12月から準備を始めた。都田恒太郎、小川清澄、佐藤忠勝、戸田富七らによる企画グループを中心にして、小崎道雄、石川武美、黒田四郎らの協力と賛同のもと、創業実務を開始、1946年（昭和21年）4月初旬、東京・富士見町の植村会館で創立会議を開催、事務所を東京・神田錦町の日本基督教団ビル内に置いた。創立時の陣容は、社長が賀川、専務理事(主筆)が武藤、編集長が和気清一、営業部長が佐藤忠勝で林政典がこれを補佐した。
1953年（昭和28年）8月15日号から、「本紙スローガン」として「平和憲法を護れ再軍備絶対反対」を掲げ、同年9月12日号から「本紙標語」として題字下に掲げるようになる。第二バチカン公会議以降カトリック教会の報道も多くなり、「カトリックから無教会まで」が合言葉となったが、当初から超教派（エキュメニズム）的展望を持っていた。

## キリスト新聞社沿革
- 1945年（昭和20年）12月　創業実務開始。
- 1946年（昭和21年）4月初旬　本社事務所を東京都千代田区神田錦町1-6の日本基督教団ビル内におく。
- 1946年（昭和21年）4月27日　『キリスト新聞』創刊（週刊）。
- 1948年（昭和23年）　『キリスト教年鑑』創刊（隔年発行、1968年版より毎年発行）。
- 1950年（昭和25年）　「全日本ラクーア音楽伝道」共同実施（二カ月間に全国130都市で伝道）。
- 1952年（昭和27年）　日本最初の『口語訳新約聖書』を刊行。
- 1954年～59年（昭和29年～34年）　「宣教100年記念教会建設ラクーア伝道」共同実施。
- 1954年（昭和29年）11月1日　株式会社に改組。
- 1962年～63年（昭和37年～38年）　『賀川豊彦全集』刊行（第3版まで刊行）。
- 1964年（昭和39年）　『渡辺善太全集』刊行。
- 1968年（昭和43年）4月　本社事務所を東京都新宿区新小川町9-1のキリスト教文書センタービル内に移転。
- 1971年（昭和46年）　『新聖書大辞典』刊行（第7版まで刊行）。
- 1974年～76年（昭和49年～51年）　「アーク・プレイズ・コンサート」開催（共催）。
- 1989年～（昭和64年・平成元年）　「カウンセリング講座」開催（共催）。
- 1989年～93年（昭和64年・平成元年～5年）、2000年（平成12年）　「教会実務セミナー」開催（主催）。
- 1995年（平成7年）　『新共同訳聖書辞典』刊行。
- 2007年（平成19年）　『キリスト教神学資料集　上・下』刊行。
- 2007年（平成19年）10月　『キリスト新聞』紙面リニューアル。
- 2008年（平成20年）4月　ホームページリニューアル。
- 2009年（平成21年）4月10日　季刊誌『Ministry（ミニストリー）』を創刊。
- 2014年（平成26年）3月　聖書カードゲームシリーズ「聖書コレクション」第１弾として「バイブルハンター」をリリース。
- 2015年（平成27年）12月　聖書アプリゲームシリーズ「聖書コレクションΩ」第１弾として「モーセの海割り」をリリース。
- 2016年（平成28年）11月19日　「創業70周年記念公開講演会」、感謝礼拝開催。
- 2017年（平成29年）７月　『キリスト新聞』紙面、公式サイト共にリニューアル。タブロイド判、月３回刊（旬刊）へ。電子版も配信開始。
- 2017年（平成29年）８月　聖書アプリゲームシリーズ「聖書コレクションΩ」第２弾として「聖書擬人化学園 ピューリたん」をリリース。
- 2017年（平成29年）８月　「株式会社アイキューフォーメーション」との提携により、持続可能な教会支援サービス「神サポ電気」を開始。
- 2017年（平成29年）９月　「トークメーカー」との提携により、キリスト教界初のライトノベルレーベル創刊を発表。「聖書ラノベ新人賞」の募集を開始。

## 紙面・論調
- 日本キリスト教協議会（NCC）系のプロテスタント教会関係者をメインターゲットとしているが、特定の教派・教団に偏らないキリスト教報道機関として、聖公会やカトリック教会、正教会も取材対象とし、自由な立場から記事を展開している。論調としては、自由主義神学・左派・社会派・リベラル言論の色が濃い。
- イースター、クリスマス特別号を除いては、基本的に4面で構成されている。
- 1962～63年（昭和37年～38年）に刊行された『賀川豊彦全集』の中で、部落差別的な表現が含まれていることから問題となった。
- 2018年から、クリスチャントゥデイに批判的な記事を一面扱いで積極的に掲載している[1][2][3][4][5][6]

### 最近の主な連載・特集
- 「映画（スクリーン）の中のキリスト教」　服部弘一郎
- 教派擬人化マンガ「ピューリたん」　sono
- 伝道宣隊「キョウカイジャー」
- 「派遣切り」されるわたしたちの兄弟、こどもたち　鎌田慧（2009年1月31日）
- 日本の〝病〟をチェックする　香山リカ（2009年1月17日）
- 〝究極の宗教間対話〟――その原点を探る　『聖☆おにいさん』中村光インタビュー（2008年12月25日）
- 「出逢い――人、国、その思想」（2006年12月25日～2008年8月1日）　武田清子
- 特別対談「今なお問い続けるいのちの尊さ」（2007年12月25日）　日野原重明×木村利人
- 「礼拝探訪　神の民のわざ――過去・現在・未来」

　（2006年5月27日～2007年9月22日）　越川弘英
- 創刊60周年記念特別対談「世界の教会と日本のキリスト教」（2006年9月23日）　武田清子×濱尾文郎

- 「教会の病理学」（2007年1月13日～2007年7月21日）　関谷直人
- 「自伝的説教論」（2000年9月2日～2003年3月29日）　加藤常昭

## レギュラー執筆陣
- 阿部仲麻呂（カトリックサレジオ会司祭）
- 岩井健作（単立明治学院教会牧師）
- 江藤直純（日本ルーテル神学校校長）
- 大島有紀子（日本基督教団本所緑星教会員、弁護士）
- 勝村弘也（神戸松蔭女子学院大学教授）
- 加藤常昭（説教塾主宰）
- 加藤素明（大阪観光大学教授）
- 上林順一郎（日本基督教団吾妻教会牧師）
- 木村利人（恵泉女学園大学学長）
- 金秀男（在日本韓国YMCA総主事）
- 倉沢正則（東京基督教大学学長）
- 古賀博（日本基督教団明治学院教会牧師）
- 塩谷直也（青山学院大学宗教主任）
- 白井幸子（ルーテル学院大学教授）
- 徳善義和（ルーテル学院大学名誉教授）
- 土井健司（関西学院大学教授）
- 西岡まり子（日本ホーリネス教団牧師）
- 西原廉太（立教大学教授）
- 平山正実（北千住旭クリニック院長）
- 福井達雨（止揚学園園長）
- 松平康博（日本ハリストス正教会長司祭）
- 松島雄一（日本ハリストス正教会司祭）
- 湊晶子（東京女子大学学長）
- 森一弘（カトリック東京大司教区名誉司教）
- 山元眞（カトリック福岡司教区小倉教会主任司祭）

## 主な取引先

### 学校関係
- 学校法人青山学院
- 学校法人桜美林学園
- 学校法人鷗友学園
- 学校法人大阪キリスト教学院
- 学校法人大阪女学院
- 学校法人関西学院
- 学校法人恵泉女学園
- 学校法人四国学院
- 学校法人頌栄女子学院
- 学校法人白百合学園
- 学校法人聖学院
- 学校法人聖心女子学院
- 学校法人西南学院
- 聖和大学
- 学校法人玉川聖学院
- 学校法人東京キリスト教学園
- 東京女子大学
- 東京神学大学
- 学校法人同志社
- 学校法人名古屋学院
- 日本聖書神学校
- 学校法人梅花学園
- 学校法人梅光学院
- 学校法人広島女学院
- 学校法人プール学院
- 学校法人宮城学院
- 学校法人明治学院
- 学校法人立教学院
- ルーテル学院大学

### 出版・印刷関係
- 一粒社
- いのちのことば社グループ
- オリエンス宗教研究所
- カトリック中央協議会出版部
- 教文館
- キリスト教文書センター
- サンパウロ
- 女子パウロ会
- 新教出版社
- 新世社
- 聖公会出版
- ティー・ユー企画
- ドン・ボスコ社
- 日本キリスト教書販売
- 日本キリスト教団出版局
- 日本聖書刊行会
- 日本聖書協会
- 日本図書センター
- 友愛書房
- 岩波書店
- 角川書店
- 佼成出版社
- 講談社
- 情報印刷
- 平河工業社
- モリモト印刷
- 文唱堂印刷

### 企業関係
- 一粒社ヴォーリズ建築事務所
- 栄光式典社
- 近江兄弟社グループ
- 自然化粧医学会
- 親建会工務所・一級建築士事務所
- 田中商事
- 中杉商事
- 西田鋳物
- パックスアーレン
- 藤木工務店
- 丸一ピアノ・ハープ社
- ミクタムレコード
- ミクニキカイ
- 望月オルガン
- 山崎製パン

### 団体関係
- 天城山荘（2022年廃止）
- 大阪クリスチャンセンター
- カリタスジャパン
- キリスト教視聴覚センター
- 十字式健康普及会
- 世界宗教者平和協議会日本委員会
- 日本キリスト教協議会
- 日本キリスト伝道会
- 日本国際飢餓対策機構
- 日本YMCA同盟
- 日本YWCA
- 福音医療会
- 北海道クリスチャンセンター
- 恵みシャレー軽井沢